# 黄金の13
黄金の13（おうごんの13）は東京創元社が刊行した全13冊の推理小説シリーズ。1991年から1995年にかけて刊行された。

## 概要
1988年～1989年の「鮎川哲也と十三の謎」、1990年～1991年の「創元ミステリ'90」のあとを受けて刊行が開始された。
若竹七海、篠田真由美、貫井徳郎はこの叢書でデビューしている。
この叢書の刊行開始と同じ1991年には恒久的なシリーズである「創元クライム・クラブ」の刊行も開始され、2009年6月現在も刊行が続いている。
戸松淳矩『剣と薔薇の夏』は「黄金の13」での刊行が予告されていたが刊行されず、2004年5月に創元クライム・クラブの1冊として刊行された。

## 刊行リスト
刊行順
1. 北村薫 秋の花 （1991.2）
2. 若竹七海 ぼくのミステリな日常 （1991.3）
3. 依井貴裕 歳時記（ダイアリイ） （1991.9）
4. 有栖川有栖 双頭の悪魔 （1992.2）
5. 山口光一 モルダウ河の淡い影 （1992.6） → 逆山洋に改名
6. 篠田真由美 琥珀の城の殺人（ベルンシュタインブルクのさつじん） （1992.8） - 第2回鮎川哲也賞最終候補作
7. 石川真介 越前の女 （1992.12）
8. 加納朋子 魔法飛行 （1993.7）
9. 貫井徳郎 慟哭 （1993.10） - 第3回鮎川哲也賞最終候補作
10. 山口雅也 キッド・ピストルズの妄想 マザーグースの事件簿 （1993.10）
11. 芦辺拓 殺人喜劇のモダン・シティ （1994.2）
12. 近藤史恵 ねむりねずみ （1994.7）
13. 折原一 誘拐者 （1995.8）

※依井貴裕、山口光一以外の作品は文庫化されている。文庫化された作品のうち、篠田真由美と芦辺拓の作品は講談社文庫、石川真介の作品は光文社文庫、折原一の作品は文春文庫からで、他は創元推理文庫で文庫化されている。